# Šenjang J-11
Šenjang J-11 (kitajsko: 歼-11; pinjin: Shenyang J-11) with NATO oznaka: Flanker B+ je kitajsko enosedežno dvomotorno lovsko letalo četrte generacije. Baziran je na Suhoju Su-27, proizvaja ga Šenjang Aircraft Corporation. Edini uporabnik so Kitajske letalske sile z okrog 160 letali. 
V 1970ih je Šenjang Aircraft Corporation predlagal lahkega lovca podobnega MiG-19 z motorji Rolls-Royce Spey. Potem so ga preklicali zaradi težav pri dobavi motorjev. 
J-11 se je ponovno pojavil leta 1995, ko je Kitajska v $2,5 milijarde vredni pogodbi dobila licenco za proizvodnjo sovjetskega Suhoj Su-27SK. Po pogodbi je letalo imelo ruske motorje, radarje in avioniko. J-11B je nadgrajena verzija, ki veliko uporablja kitajske dele med njimi AESA radar, avioniko in orožje.

## Tehnične specifikacije (J-11A)
Podatki iz SinoDefense.com.
Splošne karakteristike
- Posadka: 1
- Dolžina: 21,9 m (71 ft 10 in)
- Razpon kril: 14,70 m (48 ft 3 in)
- Višina: 5,92 m (19 ft 6 in)
- Površina kril: 62,04 m² (667,8 ft²)
- Teža praznega letala: 16 380 kg [9] (36 115 lb)
- Naložena teža: 23 926 kg (52 747 lb)
- Maks. vzletna teža: 33 000 kg (73 000 lb)
- Pogon letala: 2 × Ljulka AL-31F ali Vošan WS-10A "Tajhang" turbofan
  - Potisk motorjev (suh): 75,22 kN / 89,17 kN (16 910 lbf / 20 050 lbf) [10] vsak
  - Potisk motorjev z dodatnim zgorevanjem: 123 kN / 132 kN (27 495 lbf / 29 700 lbf) [11] vsak

 Zmogljivost 
- Maks. hitrost: Mach 2,35 (2 500 km/h, 1 550 mph) na visoki višini
- Doseg: 3 530 km (2 070 mi)
- Višina leta: 19 000 m (62 523 ft)
- Hitrost vzpenjanja: 300 m/s[12] (60 000 ft/min)
- Obremenitev kril: 371,0 kg/m² (76 lb/ft²)
- Razmerje potisk/teža:
  - Dry: 0,66
  - Z dodatnim zgorevanjem: 1,07
- G-omejitev: 9 g

Oborožitev

- Strelno orožje: 1× 30 mm (1,18 in) Gryazev-Shipunov GSh-30-1 top so 150 naboji
- Nosilci za orožje: 10: 2 pod trupom, 2 pod vstopniki, 4 pod krili, 2 na koncih kril  in zalogo orožja s kombinacijo:
  - Izstrelki: 

    - PL-12
    - PL-9
    - PL-8
    - R-77
    - Vympel R-27
    - R-73
- Rakete: Nevodljive rakete
- Bombe: Prostopadajoče kasetne bombe

Letalska elektronika

- Radar za orožje radar: NIIP Tihomirov N001VE Mječ pulsdopler radar. J-11B naj bi imel AESA radar
- OEPS-27 electro-optic system
- NSts-27 helmet-mounted sight (HMS)
- Gardenija ECM